# 斯姆爾若夫卡

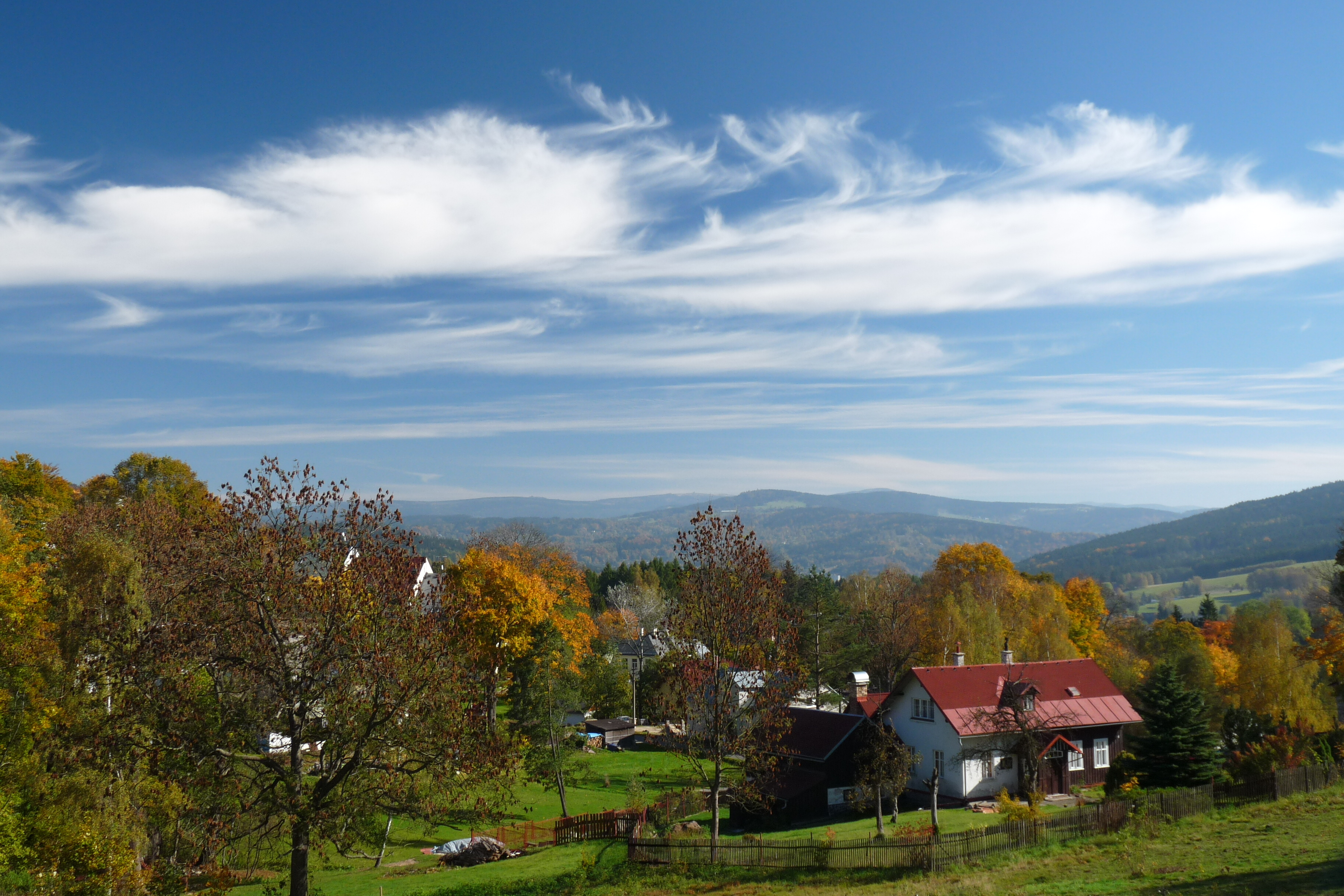

斯姆爾若夫卡是捷克的城鎮，位於該國北部，由利貝雷茨州負責管轄，面積14.82平方公里，海拔高度585米，鎮上有歷史博物館，2006年人口3,519。不少居民在1970年代因經濟危機移民至巴西。

## 外部連結
- Municipal website Archive.today的存檔，存档日期2012-12-09